# Air Nostrum
Air Nostrum, Líneas Aéreas del Mediterráneo S.A., más conocida como Air Nostrum o simplemente Iberia Regional (IATA: YW, OACI: ANE, e indicativo AIR NOSTRUM) es una aerolínea regional española con sede en Valencia. En mayo de 1997 firma un acuerdo con Iberia por el cual todos sus vuelos comienzan a comercializarse bajo la marca "Iberia Regional Air Nostrum". Es la compañía líder de la aviación regional española, realiza unos 350 vuelos al día y su flota está compuesta por 41 aviones de nueva generación. La compañía opera vuelos regionales y con 8 países de Europa y Norte de África y a lo largo de 2021 transportó más de 2,8 millones de pasajeros.
Está en posesión de un Certificado de Operador Aéreo de categoría A, expedido por la Agencia Estatal de Seguridad Aérea, que le permite transportar pasajeros, carga y correo en aeronaves con más de 20 plazas.

## Historia
La aerolínea se fundó en 1994 y empezó a operar en diciembre de ese año. Esta aerolínea fue propietaria de Denim Air entre 1999 y 2002. El accionista mayoritario de Air Nostrum es NEFINSA, S.A. propietaria del 75,5 % del capital, mientras que Caja Duero posee una participación del 22%. Nefinsa es un grupo empresarial, propiedad de la familia Serratosa, que preside Javier Serratosa Luján -desde diciembre de 2009-. En mayo de 1997 Air Nostrum firmó un acuerdo de franquicia con el Grupo Iberia. A través de dicho acuerdo, los vuelos de Air Nostrum pasaron a ser comercializados por Iberia y se integra en su red. Este acuerdo ha supuesto para Air Nostrum un incremento notable de pasajeros de conexión, al mismo tiempo que le aporta a Iberia pasaje a sus dos grandes centros de distribución de tráfico en España: Madrid y Barcelona.
Los horarios programados en los vuelos de Air Nostrum permiten al pasajero la conexión de sus vuelos con toda la red mundial de destinos del Grupo Iberia. Es decir, el poder conectar con más de 95 destinos propios del grupo (33 en España; 32 en Europa; 6 en África; 23 en América y 1 en Oriente Próximo), así como con los 56 que actualmente realiza en código compartido (18 en Europa, 31 en América, 1 en África y 6 en Oriente Próximo). Y todo ello con un único billete y sin tener que facturar más de una vez.
En 1995, Air Nostrum transportó 260.168 pasajeros frente a los más de 5 millones que transportó en 2008. Este fuerte incremento de pasajeros vino acompañado por el aumento del número de operaciones atendiendo a las necesidades de cada mercado. Se inauguraron rutas nuevas y se incrementaron las frecuencias en otras, pasando de menos de 250 vuelos a la semana en 1995 a casi 3.000 en 2006.
Ha obtenido varios premios, siendo la única regional europea (junto a Binter Canarias) en obtener 4 veces el premio, en su categoría Oro, a la Aerolínea del Año, otorgado por la ERA (European Regions Airline Association), y en obtener la Palma de Oro, distinción a perpetuidad, de la misma asociación, a la Excelencia Sostenida, única aerolínea que actualmente la posee.
También ofrece vuelos chárter privados. Su base de mantenimiento y de operaciones se encuentra en el Aeropuerto de Valencia, pero cuenta con bases importantes en los aeropuertos de Adolfo Suárez Madrid-Barajas y Josep Tarradellas Barcelona-El Prat, así como bases secundarias en los aeropuertos de Bilbao y Sevilla. Sus vuelos regulares operan bajo código de Iberia (vuelos con códigos IB8XXX), por lo general en rutas cuya demanda no justifica el uso de los aviones de mayor capacidad, o en rutas regionales que requieren una alta frecuencia, como las conexiones interislas en Baleares o Melilla con la península.
En 2011 Air Nostrum fue galardonada como "Aerolínea Regional del Año" por la revista Penton Media's Air Transport World. Este premio fue entregado en Washington y consolida a la aerolínea como una de las punteras en su sector.
El 7 de febrero de 2012 Air Nostrum presentó un ERE que afectó a sus 1.800 trabajadores durante dos años, debido al incremento del precio del combustible y la caída de ingresos. Se estimó que durante los dos años, se dejarían en tierra 15 aviones Bombardier CRJ200 y se abandonarían la mayoría de sus rutas en pérdidas.
El 31 de marzo de 2014, Air Nostrum hizo pública la entrada en el capital de la compañía de un grupo de empresarios valencianos con la participación del entonces consejero delegado de la compañía Carlos Bertomeu, así como de Antonio Pellicer y de José Remohí, propietarios del IVI, con un capital estimado en 25 millones de euros, repartidos entre capital y deuda.

En 2020, como consecuencia e la pandemia de la COVID, la compañía registra pérdidas por valor de 129 millones de euros solicitando ayuda al fondo de la SEPI. En mayo de 2022 es aprobado un rescate de la compañía por importe de 111 millones de euros.

## Accionariado
El accionariado queda repartido de la siguiente manera: Carlos Bartomeu con el 62,5% a través de Befemar Investment & Mediación S.L.; los obstetras y ginecólogos Antonio Pellicer Martínez y José Remohí con un 14,74% cada uno (el primero por Norulu S.L.); Miguel Angel Falcon con el 5%; y el restante de 3,02% para los directivos de la compañía aérea.

## Destinos
La aerolínea franquiciada opera alrededor de 200 vuelos diarios (no incluye vuelos chárter), entre las cuatro bases operativas de Barcelona, Bilbao, Madrid, Sevilla y Valencia.
| Países     | Destinos               | Aeropuertos                                            | Notas      |
| Nacionales | Nacionales             | Nacionales                                             |            |
| ---------- | ---------------------- | ------------------------------------------------------ | ---------- |
| España     | Alicante               | Aeropuerto de Alicante-Elche Miguel Hernández          |            |
| España     | Almería                | Aeropuerto de Almería                                  | Base       |
| España     | Asturias               | Aeropuerto de Asturias                                 |            |
| España     | Badajoz                | Aeropuerto de Badajoz                                  |            |
| España     | Barcelona              | Aeropuerto Josep Tarradellas Barcelona-El Prat         | Base       |
| España     | Bilbao                 | Aeropuerto de Bilbao                                   | Base       |
| España     | Castellón              | Aeropuerto de Castellón-Costa Azahar                   | Estacional |
| España     | Córdoba                | Aeropuerto de Córdoba                                  | Estacional |
| España     | San Sebastián          | Aeropuerto de San Sebastián                            |            |
| España     | Gran Canaria           | Aeropuerto de Gran Canaria                             |            |
| España     | Granada                | Aeropuerto Federico García Lorca Granada-Jaén          |            |
| España     | Ibiza                  | Aeropuerto de Ibiza                                    |            |
| España     | Jerez de la Frontera   | Aeropuerto de Jerez                                    |            |
| España     | Logroño                | Aeropuerto de Logroño-Agoncillo                        |            |
| España     | León                   | Aeropuerto de León                                     |            |
| España     | Lérida                 | Aeropuerto de Lérida-Alguaire                          |            |
| España     | Madrid                 | Aeropuerto Adolfo Suárez Madrid-Barajas                |            |
| España     | Málaga                 | Aeropuerto de Málaga-Costa del Sol                     |            |
| España     | Melilla                | Aeropuerto de Melilla                                  |            |
| España     | Mahón                  | Aeropuerto de Menorca                                  |            |
| España     | Murcia                 | Aeropuerto Internacional de la Región de Murcia        |            |
| España     | Pamplona               | Aeropuerto de Pamplona                                 |            |
| España     | Santander              | Aeropuerto Seve Ballesteros-Santander                  |            |
| España     | Santiago de Compostela | Aeropuerto de Santiago-Rosalía de Castro               |            |
| España     | Seo de Urgel           | Aeropuerto de Andorra-La Seu                           |            |
| España     | Sevilla                | Aeropuerto de Sevilla                                  | Base       |
| España     | Tenerife               | Aeropuerto de Tenerife Norte-Ciudad de La Laguna       |            |
| España     | Valencia               | Aeropuerto de Valencia                                 | Base       |
| España     | Valladolid             | Aeropuerto de Valladolid                               | Estacional |
| España     | Vigo                   | Aeropuerto de Vigo                                     |            |
| África     |                        |                                                        |            |
| Argelia    | Argel                  | Aeropuerto de Argel-Houari Boumedienne                 |            |
| Argelia    | Orán                   | Aeropuerto de Orán Es Sénia                            |            |
| Marruecos  | Casablanca             | Aeropuerto Internacional Mohammed V                    |            |
| Marruecos  | Tánger                 | Aeropuerto de Tánger-Ibn Battuta                       |            |
| Europa     |                        |                                                        |            |
| Alemania   | Düsseldorf             | Aeropuerto Internacional de Düsseldorf                 | Estacional |
| Alemania   | Frankfurt              | Aeropuerto de Fráncfort del Meno                       |            |
| Alemania   | Múnich                 | Aeropuerto Internacional de Múnich-Franz Josef Strauss |            |
| Francia    | Burdeos                | Aeropuerto de Burdeos-Mérignac                         |            |
| Francia    | Estrasburgo            | Aeropuerto de Estrasburgo                              |            |
| Francia    | Lyon                   | Aeropuerto de Lyon-Saint Exupéry                       |            |
| Francia    | Marsella               | Aeropuerto de Marsella-Provenza                        |            |
| Francia    | Nantes                 | Aeropuerto de Nantes Atlantique                        |            |
| Francia    | Niza                   | Aeropuerto de Niza-Costa Azul                          |            |
| Francia    | París                  | Aeropuerto de París-Charles de Gaulle                  |            |
| Francia    | Toulouse               | Aeropuerto de Toulouse-Blagnac                         |            |
| Italia     | Bolonia                | Aeropuerto de Bolonia                                  |            |
| Italia     | Turín                  | Aeropuerto de Turín-Caselle                            |            |
| Portugal   | Faro                   | Aeropuerto de Faro                                     | Estacional |
| Portugal   | Funchal                | Aeropuerto de Madeira                                  |            |
| Suiza      | Ginebra                | Aeropuerto Internacional de Ginebra                    |            |
| Suiza      | Zúrich                 | Aeropuerto Internacional de Zúrich                     |            |

## Flota

### Flota actual
La flota de Air Nostrum está constituida únicamente por aviones ATR 72-600, CRJ-200 y CRJ-1000. Los más pequeños irán reemplazándose paulatinamente por el mencionado último modelo.
| Aeronaves                        | En servicio | Pedidos | Pasajeros (clase única)                              | Matrículas                                           | Antigüedad                                           | Notas                                                |
| -------------------------------- | ----------- | ------- | ---------------------------------------------------- | ---------------------------------------------------- | ---------------------------------------------------- | ---------------------------------------------------- |
| ATR 72-600                       | 7           | —       | 72                                                   | EC-LQV                                               | 12,7 años                                            |                                                      |
| ATR 72-600                       | 7           | —       | 72                                                   | EC-LRH                                               | 12,6 años                                            |                                                      |
| ATR 72-600                       | 7           | —       | 72                                                   | EC-NBG                                               | 12,6 años                                            |                                                      |
| ATR 72-600                       | 7           | —       | 72                                                   | EC-LRR                                               | 12,5 años                                            |                                                      |
| ATR 72-600                       | 7           | —       | 72                                                   | EC-LRU                                               | 12,5 años                                            |                                                      |
| ATR 72-600                       | 7           | —       | 72                                                   | EC-LSQ                                               | 12,3 años                                            |                                                      |
| ATR 72-600                       | 7           | —       | 72                                                   | EC-OOP                                               | 10 años                                              |                                                      |
| Bombardier CRJ-200               | 6           | —       | 50                                                   | EC-GZA                                               | 26,4 años                                            | Estacionado                                          |
| Bombardier CRJ-200               | 6           | —       | 50                                                   | EC-HEK                                               | 25,6 años                                            |                                                      |
| Bombardier CRJ-200               | 6           | —       | 50                                                   | EC-MNB                                               | 25,2 años                                            |                                                      |
| Bombardier CRJ-200               | 6           | —       | 50                                                   | EC-HPR                                               | 24,3 años                                            | Estacionado                                          |
| Bombardier CRJ-200               | 6           | —       | 50                                                   | EC-NHU                                               | 24,1 años                                            |                                                      |
| Bombardier CRJ-200               | 6           | —       | 50                                                   | EC-NLM                                               | 21,2 años                                            |                                                      |
| Bombardier CRJ-1000              | 29          | —       | 100                                                  | EC-LJT                                               | 14 años                                              |                                                      |
| Bombardier CRJ-1000              | 29          | —       | 100                                                  | EC-LKF                                               | 14 años                                              |                                                      |
| Bombardier CRJ-1000              | 29          | —       | 100                                                  | EC-LJX                                               | 14 años                                              |                                                      |
| Bombardier CRJ-1000              | 29          | —       | 100                                                  | EC-LOJ                                               | 13,1 años                                            |                                                      |
| Bombardier CRJ-1000              | 29          | —       | 100                                                  | EC-LOV                                               | 13,1 años                                            |                                                      |
| Bombardier CRJ-1000              | 29          | —       | 100                                                  | EC-LPG                                               | 13 años                                              |                                                      |
| Bombardier CRJ-1000              | 29          | —       | 100                                                  | EC-LPN                                               | 12,9 años                                            |                                                      |
| Bombardier CRJ-1000              | 29          | —       | 100                                                  | EC-MJO                                               | 8,8 años                                             |                                                      |
| Bombardier CRJ-1000              | 29          | —       | 100                                                  | EC-MJP                                               | 8,8 años                                             |                                                      |
| Bombardier CRJ-1000              | 29          | —       | 100                                                  | EC-MJQ                                               | 8,7 años                                             |                                                      |
| Bombardier CRJ-1000              | 29          | —       | 100                                                  | EC-MLC «Emilio Serratosa»                            | 8,6 años                                             |                                                      |
| Bombardier CRJ-1000              | 29          | —       | 100                                                  | EC-MLN                                               | 8,2 años                                             |                                                      |
| Bombardier CRJ-1000              | 29          | —       | 100                                                  | EC-MLO                                               | 8,2 años                                             |                                                      |
| Bombardier CRJ-1000              | 29          | —       | 100                                                  | EC-MNQ                                               | 8,1 años                                             |                                                      |
| Bombardier CRJ-1000              | 29          | —       | 100                                                  | EC-MNR                                               | 8 años                                               |                                                      |
| Bombardier CRJ-1000              | 29          | —       | 100                                                  | EC-MOX                                               | 7,7 años                                             |                                                      |
| Bombardier CRJ-1000              | 29          | —       | 100                                                  | EC-MPA                                               | 7,6 años                                             |                                                      |
| Bombardier CRJ-1000              | 29          | —       | 100                                                  | EC-MQQ                                               | 7,5 años                                             |                                                      |
| Bombardier CRJ-1000              | 29          | —       | 100                                                  | EC-MRI                                               | 7,2 años                                             |                                                      |
| Bombardier CRJ-1000              | 29          | —       | 100                                                  | EC-MSB                                               | 7,1 años                                             |                                                      |
| Bombardier CRJ-1000              | 29          | —       | 100                                                  | EC-MSL                                               | 7 años                                               |                                                      |
| Bombardier CRJ-1000              | 29          | —       | 100                                                  | EC-MTO                                               | 7 años                                               |                                                      |
| Bombardier CRJ-1000              | 29          | —       | 100                                                  | EC-MTZ                                               | 6,8 años                                             |                                                      |
| Bombardier CRJ-1000              | 29          | —       | 100                                                  | EC-MUG                                               | 6,8 años                                             |                                                      |
| Bombardier CRJ-1000              | 29          | —       | 100                                                  | EC-MVC                                               | 6,7 años                                             |                                                      |
| Bombardier CRJ-1000              | 29          | —       | 100                                                  | EC-MVZ                                               | 6,6 años                                             |                                                      |
| Bombardier CRJ-1000              | 29          | —       | 100                                                  | EC-MXA                                               | 6,3 años                                             |                                                      |
| Bombardier CRJ-1000              | 29          | —       | 100                                                  | EC-LOX                                               | 13,6 años                                            |                                                      |
| Bombardier CRJ-1000              | 29          | —       | 100                                                  | EC-OOR                                               | 10,5 años                                            |                                                      |
| Hybrid Air Vehicles Airlander 10 | —           | 10      | 100                                                  | —                                                    | —                                                    | Entregas a partir de 2026                            |
| Total                            | 39          | 10      | Edad media de la flota (diciembre de 2024): 12 años. | Edad media de la flota (diciembre de 2024): 12 años. | Edad media de la flota (diciembre de 2024): 12 años. | Edad media de la flota (diciembre de 2024): 12 años. |

### Flota histórica
| Aeronave                   | Total | Introducido | Retirado |
| -------------------------- | ----- | ----------- | -------- |
| ATR 42                     | 2     | 1997        | 1998     |
| BAC 1-11                   | 1     | 1999        | 2000     |
| Bombardier CRJ-100         | 2     | 1998        | 2002     |
| Bombardier CRJ-900         | 14    | 2005        | 2022     |
| British Aerospace 146      | 5     | 1997        | 2007     |
| CASA CN-235                | 1     | 2001        | 2002     |
| De Havilland Canadá Dash 8 | 19    | 2001        | 2011     |
| Fokker 50                  | 38    | 1995        | 2006     |